# Ruvuma (region)

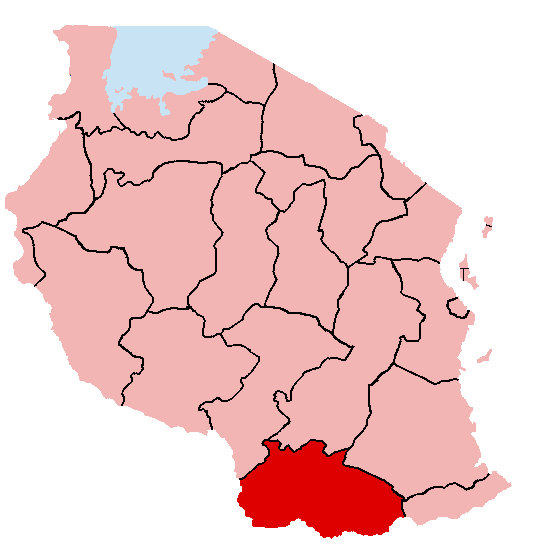
Ruvumaregionens läge i Tanzania.

Ruvuma är den sydligaste av Tanzanias 26 regioner, med gräns mot Malawi i väster (sjövägen över Malawisjön) och Moçambique i söder. Den har en beräknad folkmängd av 1 338 801 invånare 2009 på en yta av 63 498 km². Den administrativa huvudorten är Songea. Regionen har fått sitt namn efter Ruvumafloden, som utgör huvuddelen av gränsdragningen mot Moçambique.

## Administrativ indelning
Regionen är indelad i fem distrikt:
- Mbinga
- Namtumbo
- Songea landsbygd
- Songea stad
- Tunduru

## Urbanisering
Regionens urbaniseringsgrad beräknas till 16,85 % år 2009, en ökning från 16,61 % året innan. Songea är den största staden, med ytterligare tre orter i regionen med över 10 000 invånare. 
| Ort      | Distrikt         | Invånarantal 2002 |
| -------- | ---------------- | ----------------- |
| Songea   | Songea stad      | 98 683            |
| Tunduru  | Tunduru          | 24 512            |
| Mbinga   | Mbinga           | 15 359            |
| Maposeni | Songea landsbygd | 10 013            |